# Heiligkreuzkirche Kirchberg

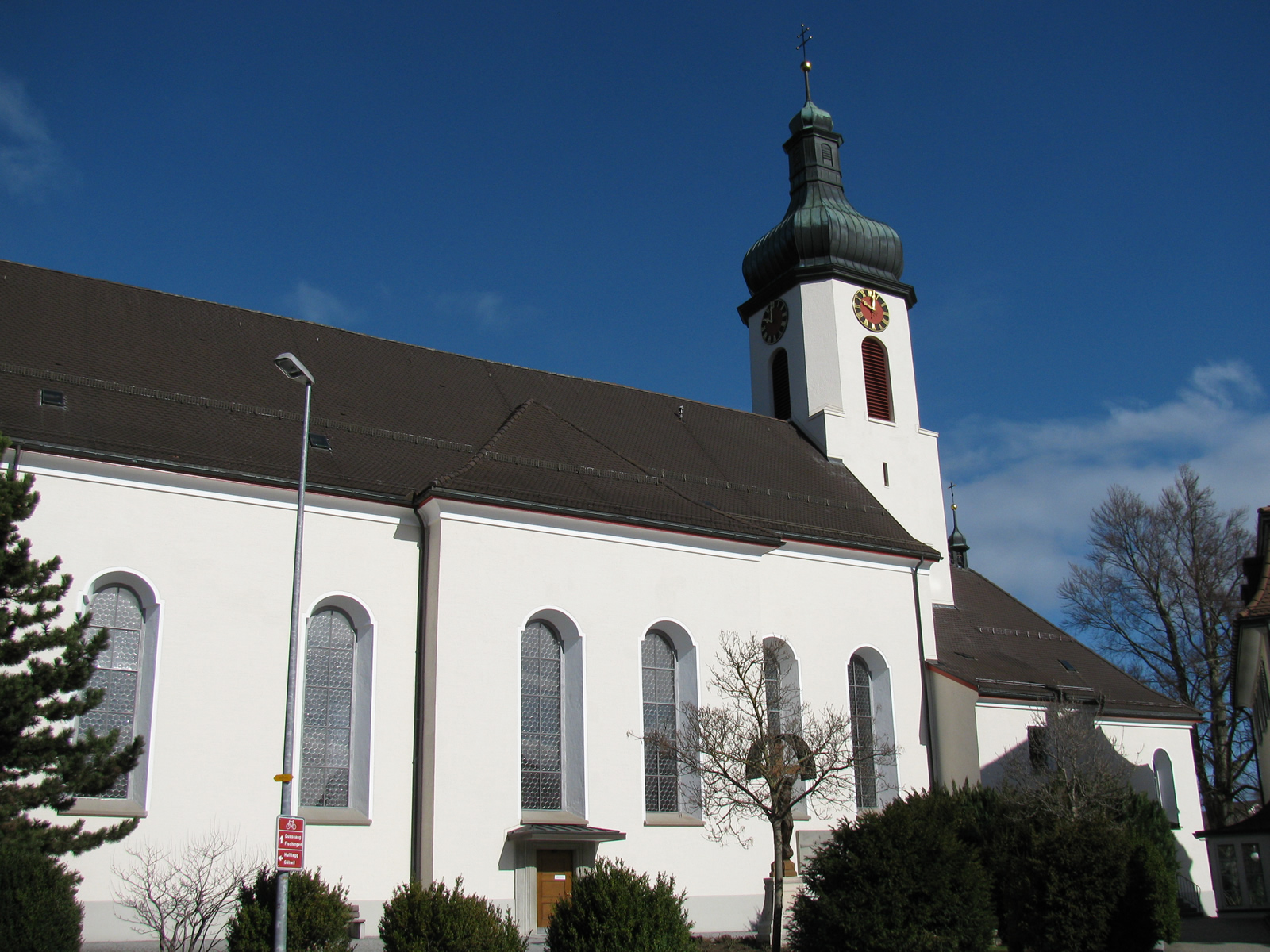
Heiligkreuzkirche (2010)

Die römisch-katholische Heiligkreuzkirche (auch Peter-und-Paul-Kirche) in  Kirchberg SG wurde im Jahre 1215 erstmals urkundlich erwähnt.

## Geschichte

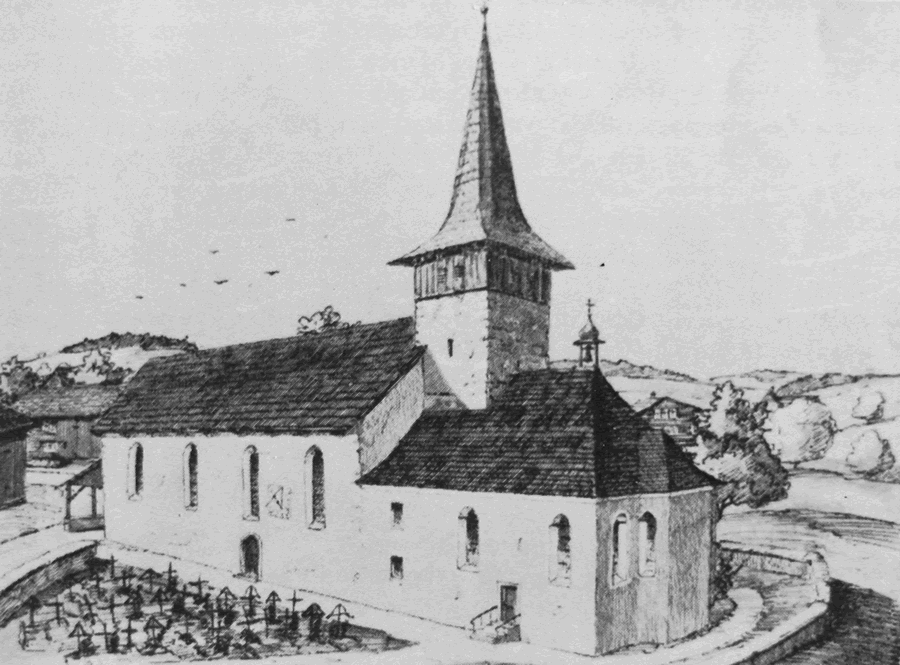
2. Kirchberger Kirche (1404–1748)

Die erste Kirchberger Kirche wurde um das Jahr 1000 durch das Kloster St. Gallen gebaut. Sie wurde von den Aposteln Petrus und Paulus geweiht und 1215 erstmals urkundlich erwähnt. Damals wohnte jedoch noch kein Pfarrer in Kirchberg. Der Leutpriester von Rickenbach besuchte an bestimmten Tagen die Kirche und hielt den Gottesdienst. In einer Urkunde vom 2. August 1359 wurde dieses Verhältnis umgedreht und der Pfarrer wohnte seitdem in Kirchberg.
Durch das rasante Bevölkerungswachstum im 13./14. Jahrhundert wurde die erste Kirche bald zu klein. Man baute darum 1404 eine zweite, grössere Kirche auf den Platz der alten. Die Kirche wurde wiederum zu Ehren der Apostel Petrus und Paulus geweiht. Aus finanziellen Gründen konnte jedoch der Turm vorerst nicht gebaut werden. Erst 32 Jahre später reichte das Geld, um auch noch den Kirchturm zu bauen. Bis zum Bau der reformierten Kirche 1554 wurde die Heiligkreuzkirche paritätisch genutzt. Seither ist die Kirche wiederum rein römisch-katholisch.
1527 traten die Kirchberger zur Reformation über, doch schon vier Jahre später nahm der grösste Teil der Gemeindemitglieder wieder den katholischen Glauben an.
Am 16. Dezember 1685 geschah nach verschiedenen Quellen das Heiligkreuzwunder (siehe #Heiligkreuzwunder). Durch dieses Ereignis bekam das Kreuz eine neue, wichtige Bedeutung im Kirchenalltag. Durch die vielen Pilger hatte man genug Einnahmen einen Hochaltar und eine Kapelle (1694/1695) bauen zulassen. 1704 wurde die neu erstellte Kapelle von Bischof Ferdinand Konrad geweiht.
Pfarrer Lehmann liess 1748 zu Ehren des heiligen Kreuzes die dritte Kirche erbauen. Sie glich der heutigen Kirche in Grösse und Umfang ziemlich genau. Jedoch wurde das Dorf im Jahre 1784/1785 von einem Dorfbrand heimgesucht, bei dem die Kirche samt Kapelle, Pfarrhaus und Kaplanei sowie 39 weitere Gebäude total zerstört wurden. So wurde 1785 abermals mit dem Bau einer neuen, vierten Kirche begonnen. Sie war hauptsächlich ein Neubau der zerstörten Kirche. Die Kirche wurde seitdem nur noch kleineren, sanften Renovationen unterzogen, sodass z. B. die Deckenmalereien bis heute erhalten geblieben sind.

## Heiligkreuzwunder
Obwohl sich das Kreuz damals noch an der Seitenwand befand, bildete es den Mittelpunkt des kirchlichen Lebens. Ende 1685 setzte sich der Pfarrer mit dem Kreuz auseinander und hielt eine mehrteilige Predigt darüber. Am dritten Adventssonntag, den 16. Dezember 1685, soll sich laut mehreren dutzend Kirchgängern das mit 3 Nägeln befestigte Kreuz von der Mauer wegbewegt haben, dort ein wenig hin und her und schliesslich wieder zurück an seinen Platz bewegt haben. Der Pfarrer selbst bemerkte nur wie die Menge während des Gottesdienstes unruhig waren und aufstanden. 14 der rund 100 Zeugen wurden von einer bischöflichen Untersuchungskommission vernommen. Der Vorfall wurde danach von der Untersuchungskommission „als authentisch und wahrhaft approbiert“.
In den folgenden Jahren wurde immer wieder von merkwürdigen Vorfällen berichtet. Ende des 18. Jahrhunderts verstummen die Berichte über angebliche Wunderkräfte. Jedoch gibt es heute noch den Heiligkreuztag (14. September), welcher ein kirchlicher Feiertag im Kirchkreis Kirchberg ist.

## Mitglieder der Pfarrgemeinde
| Jahr  | Communicantes/Mitglieder |
| ----- | ------------------------ |
| 1603  | 727                      |
| 1658  | 832                      |
| 1678  | 1061                     |
| ~1750 | 1890                     |

## Bau
Die heutige Kirche besteht aus zwei Teilen: Der angebauten Kapelle sowie der eigentlichen Kirche. Im hinteren Teil der Kirche besteht eine Empore auf welcher die Kirchenorgel steht. Im vorderen Teil gibt es zwei Seitenaltäre, eine Kanzel sowie einen Volksaltar und einen Hochaltar. Links und rechts vom Hochaltar befinden sich auch zwei Statuen der Aposteln Petrus und Paulus. Ausserdem sind an den Seiten je ein prunkvolles, aus Holz geschnitztes Chorgestühl.
Im Turm befindet sich sechs Glocken (G° A° c e g a). Zwei Glocken (c und e) wurden 1988 ersetzt. Die anderen vier Glocken wurden 1935 aufgezogen. An allen vier Seiten des Kirchturmes befindet sich eine Kirchenuhr. In der Kapelle befindet sich ein grosses Gemälde des Heiligkreuzwunders.